# Ḩasan Kūsej
Ḩasan Kūsej (persiska: حَسَن كوسِج, هَسَن كُّسِج, حَسَن كوسَج, حسن کوسج) är en ort i Iran.   Den ligger i provinsen Hamadan, i den nordvästra delen av landet, 300 km sydväst om huvudstaden Teheran. Ḩasan Kūsej ligger 1 821 meter över havet och antalet invånare är 117.
Terrängen runt Ḩasan Kūsej är kuperad åt sydost, men åt nordväst är den platt. Terrängen runt Ḩasan Kūsej sluttar norrut. Runt Ḩasan Kūsej är det ganska tätbefolkat, med 149 invånare per kvadratkilometer. Närmaste större samhälle är Nahāvand, 19,5 km väster om Ḩasan Kūsej. Trakten runt Ḩasan Kūsej består i huvudsak av gräsmarker.